# Tonårsrummet
Tonårsrummet (TNRS) 
Innan var detta bara ett garage/förråd i Täby, norra Stockholm. Under denna period fanns endast en säng fullproppad med gamla kläder. År 2021 bestämde ägarna av huset att det skulle genomgås en renovering av detta rum. Denna renovering pågick under en hyfsad lång tid. Det stökiga rummet blev till en symbolisk plats för en grupp grabbar. I det nya rummet uppkom det en gaming setup, platt tv, kyl, soffa och allt man kan önska sig.
Till en början var det bara fyra grabbar vid namnet "tjockisleif". Tjockisleif bestod av fyra killar, Charlie, Gustav, Alfred och Carl. Dessa grabbar kommer spela en stor betydelse i kommande händelser i tonårsrummet. 
Rummet användes inte jättemycket till en början, mest för att kolla fotboll osv. 

Medlemmar
Inre stammen:
Alfred
Charlie
Carl
Gustav
Casper
Axel
Fabian
Nicholas
Resterande folk som vistats i tnrs:

Noel
jasper
Hugo
Fabian
Alice
Ellie
Tove
Ellen
Julia
Wilma
Hilma
Ellie
Ebba
Vera
Konstantin
Hugo
Filip
Ture
Malte
Malte
Oskar
Linus
Elliott
Leo
Tuva
Agnes
Angeliqa
Sienna
Tyra
Angel
Fred
Felix
Lisa
Felicia
Matilda
Arvid
Jacob
William
Markus